# Schi fond la Jocurile Olimpice de iarnă din 2022 - ștafetă 4x10 km (masculin)
Proba de schi fond ștafetă 4x10 km masculin de la Jocurile Olimpice de iarnă din 2022 de la Beijing, China a avut loc pe 12 februarie 2022 la Centrul de schi nordic și biatlon din Guyangshu din Zhangjiakou.

## Program
Orele sunt orele Chinei (ora României + 6 ore).
| Dată         | Ora         | Rundă  |
| ------------ | ----------- | ------ |
| 13 februarie | 15:00-16:40 | Finală |

## Rezultate
| Loc | Nr. de concurs | Țară                                                                                       | Timp                                      | Diferență |
| --- | -------------- | ------------------------------------------------------------------------------------------ | ----------------------------------------- | --------- |
| 1   | 2              | COR Aleksey Chervotkin Alexander Bolshunov Denis Spitsov Sergey Ustiugov                   | 1:54:50,7 30:14,7 29:32,0 27:22,6 27:41,4 | —         |
| 2   | 1              | Norvegia · Emil Iversen · Pål Golberg · Hans Christer Holund · Johannes Høsflot Klæbo      | 1:55:57,9 30:49,1 29:57,1 27:08,0 28:03,7 | +1:07,2   |
| 3   | 3              | Franța · Richard Jouve · Hugo Lapalus · Clément Parisse · Maurice Manificat                | 1:56:07,1 31:04,9 29:51,5 27:02,1 28:08,6 | +1:16.,4  |
| 4   | 4              | Suedia · Oskar Svensson · William Poromaa · Jens Burman · Johan Häggström                  | 1:57:00,4 31:16,0 29:30,4 27:08,3 29:05,7 | +2:09,7   |
| 5   | 7              | Germania · Janosch Brugger · Friedrich Moch · Florian Notz · Lucas Bögl                    | 1:57:46,5 30:38,2 30:18,5 28:08,1 28:41,7 | +2:55,8   |
| 6   | 6              | Finlanda · Ristomatti Hakola · Iivo Niskanen · Perttu Hyvärinen · Joni Mäki                | 1:59:28,6 32:02,2 28:53,9 29:08,8 29:23,7 | +4:37,9   |
| 7   | 5              | Elveția · Dario Cologna · Jonas Baumann · Candide Pralong · Roman Furger                   | 2:00:13,3 31:12,1 30:51,9 28:32,8 29:36,5 | +5:22,6   |
| 8   | 14             | Italia · Federico Pellegrino · Francesco De Fabiani · Giandomenico Salvadori · Davide Graz | 2:00:16,6 30:38,8 30:52,1 29:05,8 29:39,9 | +5:25,9   |
| 9   | 8              | Statele Unite ale Americii · Luke Jager · Scott Patterson · Gus Schumacher · Kevin Bolger  | 2:02:56,3 32:53,7 31:16,2 29:03,4 29:43,0 | +8:05,6   |
| 10  | 9              | Japonia · Ryo Hirose · Hiroyuki Miyazawa · Naoto Baba · Haruki Yamashita                   | 2:03:01,5 31:13,0 32:49,4 28:50,1 30:09,0 | +8:10,8   |
| 11  | 10             | Canada · Graham Ritchie · Antoine Cyr · Olivier Léveillé · Rémi Drolet                     | 2:04:01,1 32:57,3 31:51,6 29:05,0 30:07,2 | +9:10,4   |
| 12  | 11             | Cehia · Adam Fellner · Michal Novák · Petr Knop · Jan Pechoušek                            | 2:04:57,8 31:48,8 31:58,1 29:06,0 32:04,9 | +10:07,1  |
| 13  | 13             | China · Shang Jincai · Liu Rongsheng · Wang Qiang · Chen Degen                             | 1 Tur 32:26,3 32:24,9 29:45,3 1 Tur       | +97       |
| 14  | 15             | Slovenia · Miha Šimenc · Miha Ličef · Vili Črv · Janez Lampič                              | 1 Tur 31:11,5 33:19,2 29:47,9 1 Tur       | +98       |
| 15  | 12             | Estonia · Marko Kilp · Alvar Johannes Alev · Martin Himma · Henri Roos                     | 1 Tur 34:09,6 31:52,3 1 Tur               | +99       |